# Андреј Шагуна (Арад)
Андреј Шагуна (рум. Andrei Șaguna) насеље је у Румунији у жупанији Арад у општини Зиманду Ноу. Oпштина се налази на надморској висини од 111 m.

## Историја
Место носи тај назив, по Трансилванијском митрополиту Андреју Шагуни, од 1925. године. Раније се звало Зимандтелеп и била је аграрна колонија коју су основали 1921. године румунски сељаци на добијеној земљи.

## Становништво
Према подацима из 2002. године у насељу је живело 1796 становника.

### Попис2002.
| Расподела становништва по националности 2002.‍ | Расподела становништва по националности 2002.‍ | Расподела становништва по националности 2002.‍ | Расподела становништва по националности 2002.‍ | Расподела становништва по националности 2002.‍ |
| --------------------------------------------- | --------------------------------------------- | --------------------------------------------- | --------------------------------------------- | --------------------------------------------- |
|                                               |                                               |                                               |                                               |                                               |
| Румуни                                        | Румуни                                        |                                               | 1.444                                         | 80,5%                                         |
| Мађари                                        | Мађари                                        |                                               | 333                                           | 18,6%                                         |
| Роми                                          | Роми                                          |                                               | 5                                             | 0,3%                                          |
| Немци                                         | Немци                                         |                                               | 11                                            | 0,6%                                          |